# Kiddle (пошукова система)

Kiddle.co — це вебпошукова система та інтернет-енциклопедія, в якій реалізований акцент на безпечному пошуку в інтернеті для дітей молодшого віку. Kiddle працює за допомогою Google Custom Search і використовує SafeSearch з додатковими фільтрами. Користувач вводить тему на панелі інструментів пошуку, а Kiddle класифікує відповіді та надає дітям відсортований за допомогою безпечних фільтрів результат.

## Історія

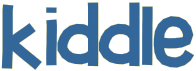
Логотип Kiddle у 2014 році

Домен Kiddle був зареєстрований у 2014 році неназваною російською компанією . Дизайнери обрали доменне ім'я .co, щоб підкреслити, що Kiddle — це якісна пошукова система, створена для дітей. Kiddle стала дуже популярною у соціальних медіа у 2016 році і навіть стала мемом через блокування певних слів на короткий проміжок часу.

## Формат
Kiddle використовує для своїх сторінок стилізовану тему з космосу. Це виглядає як вікно користувацького пошуку Google . Після того, як користувач вводить тему, Kiddle представляє результати пошуку, причому перші три результати вважаються безпечними та написані спеціально для дітей і «перевіряються редакторами Kiddle», а наступні чотири — безпечні сайти, написані не спеціально для дітей, однак сформульовані адаптованою під дітей мовою. Восьмий, та подальші результати — безпечні сайти, написані для дорослих, і їх важче зрозуміти дітям. Представлені результати фільтруються через Google SafeSearch .
Якщо користувач вводить те, що вважається «поганими словами», виводиться зображення робота, яке дозволяє користувачеві спробувати ще раз.

## Kpedia
Kiddle Encyclopedia (Kpedia) — це онлайн-енциклопедія, доступна в пошуковій системі Kiddle, і працює на базі MediaWiki. У Kpedia перераховано понад 700 000 статей, і «на основі вибраного змісту та фактів з Вікіпедії, переписаних для дітей». Kiddle позиціонує Kpedia як навчальний ресурс, який буде використовуватися для «допомоги домашнім завданням та загальної освіти», і включає ці статті в результати пошуку.

## Критика
У 2016 році Kiddle піддавали критиці за блокування ключових слів «гей», «лесбійка» та фразу «сексуальне виховання», стверджуючи, що ключові слова не підходять для маленьких дітей. Вони також заборонили слова «трансгендер» та «бісексуал». Через публічну критику Кіддлу довелося переглянути своє відношення до блокування цих слів.
Kiddle працює за допомогою Google Custom Search, але не є афілійованою компанією Google LLC . Однак його саме так помилково сприйняли у кількох новинних статтях та блогах через його назву .

## Подальше читання
- Shields, Jane (Winter 2016). Virtual Toolkit. Screen Education (Product Review) (82): 102—104.
- Ivers, Karen S. (2018). Using Technology to Support High-Impact Educational Practice. Libraries Unlimited. с. 131.
- Peachey, Nik (2016). Thinking Critically through Digital Media. PeacheyPublications Ltd. с. 160.
- Hertz, Mary Beth (2019). Digital and Media Literacy in the Age of the Internet: Practical Classroom Applications. Rowman & Littlefield. с. 64, 205.